# Prayers for Bobby
Prayers for Bobby (dt.: „Gebete für Bobby“) ist ein US-amerikanischer Fernsehfilm über die reale Geschichte von Bobby Griffith, einem jungen schwulen Mann, der wegen der religiös motivierten Homophobie seiner Mutter und seines Umfelds Suizid begeht, sowie seiner Mutter Mary Griffith, die nicht verstehen kann, warum Gott ihren Sohn als nicht in den Himmel kommenden Sünder sterben ließ, aber letztlich zur Schwulenaktivistin wird und gegen Intoleranz eintritt.
Die Erstausstrahlung war am 24. Januar 2009 auf dem US-amerikanischen Kabelsender Lifetime und wurde von 3,79 Millionen Zuschauern gesehen, ein Spitzenwert für das Kabelfernsehen. Als Vorlage diente das 1996 veröffentlichte Buch Prayers for Bobby: A Mother’s Coming to Terms with the Suicide of Her Gay Son von Leroy F. Aarons. Am 18. Dezember 2009 erschien der Film auf DVD in deutscher und englischer Sprache.

## Handlung
Mary Griffith ist eine gläubige Christin, die ihre Kinder nach den konservativen Richtlinien des Presbyterianismus erzieht. Die Familie lebt in der kalifornischen Stadt Walnut Creek. Bobby ist ein Jugendlicher und stellt fest, dass er schwul ist. Auf Grund des homophoben Umfelds leidet Bobby unter seinen Gefühlen und beginnt ein Tagebuch zu schreiben. Nach ersten Selbstmordgedanken outet Bobby sich gegenüber seinem älteren Bruder. Als dieser es gegen Bobbys Wunsch seiner Mutter erzählt, ändert dies das gesamte Familienleben. Bobbys Vater und seine Geschwister kommen im Laufe der Zeit mit seiner Homosexualität zurecht. Doch Bobbys Mutter Mary glaubt, dass Gott ihn von seiner „Sünde“ heilen und ihn von seiner Homosexualität befreien kann. In der Hoffnung, Bobby heilen zu können, hängt sie in der ganzen Wohnung Bibelsprüche auf, um ihn daran zu erinnern, eine andere Wahl zu treffen, bringt ihn zu einer Psychiaterin, die Mutter und Vater in die Therapie einschließt, organisiert ein Date mit einem Mädchen und überredet Bobby, fester zu beten und Trost in Kirchenaktivitäten zu finden, mit der Hoffnung, ihn dadurch ändern zu können. Bobby befolgt ihre Bitten aus Verzweiflung, um ihre Anerkennung zu bekommen, doch die ablehnende Haltung ihrer Kirche zur Homosexualität erzeugt in ihm zunehmende Verschlossenheit und Depressionen.
Bobby beginnt eine Schwulen-Bar zu besuchen und homosexuelle Freunde zu gewinnen. Er stößt auch auf eine schwulenfreundliche Metropolitan Community Church, die er einige Male besucht. Bobby beschließt die Schule zu verlassen und sich mehr von seiner Familie zu lösen. Er besucht seine liberale Cousine in Portland für zwei Monate. Dort findet er Zugang in die Schwulenszene und findet in David einen Liebespartner.
Zurück zu Hause erzählt Bobby von seinem Freund, wie gut es ihm mit ihm geht, aber auch, dass er ihn nicht küssen kann, ohne sich miserabel und von Schuldgefühlen geplagt zu fühlen. Den Grund dafür sieht er bei der Verdammung seiner Homosexualität durch seine Mutter. Er verkündet, dauerhaft nach Portland zu ziehen. Eine anschließende Auseinandersetzung zwischen Bobby und seiner Mutter führt zum vollständigen Bruch in deren Beziehung. Auf Marys Aussage, sie habe keinen schwulen Sohn, entgegnet Bobby: „Dann, Mom, hast du keinen Sohn.“
In Portland arbeitet Bobby in einem Altersheim als Pfleger, leidet jedoch weiterhin unter der Nichtakzeptanz und den Schuldzuweisungen seiner Mutter. Als Bobby an einem Tiefpunkt ist und David mit einem anderen Mann lachend aus einer Schwulenbar kommen sieht, beschließt er Selbstmord zu begehen. Bobby bringt sich als 20-Jähriger mit einem Sprung über eine Autobahn um.
Mary leidet stark unter dem Tod ihres Sohnes, da sie glaubt, dass er als Sünder in die Hölle kam. Als sie anfängt Bobbys Tagebuch zu lesen, beginnt sie nach Neuinterpretationen der Bibelstellen zu suchen. Sie besucht auch die schwulenfreundliche Metropolitan Community Church und lernt dort Pfarrer Larry Whitsell kennen. Dieser liefert seine Interpretationen der Bibelstellen, wonach er Homosexualität nicht als Sünde sieht. Er vermittelt Mary ebenfalls an eine Organisation für Eltern und Angehörige der LGBT-Community (PFLAG), die Mary daraufhin besucht. In der Nacht darauf wacht Mary aus einem Traum auf, reißt alle verbliebenen Bibelsprüche von den Wänden. Sie sagt nun, sie wisse, dass mit ihrem Sohn nie etwas falsch war, und gibt sich selbst die Schuld am Tod Bobbys.
Sie wird eine Befürworterin der Rechte Homosexueller und hält unerwartet eine ergreifende Rede über ihre Erlebnisse vor dem Gemeinderat, zur Unterstützung eines örtlichen Christopher Street Days. Sie ermahnt die Leute nachzudenken, bevor sie Amen zu Ignoranz und Hass sagen, denn „ein Kind hört zu“. Der Antrag wird trotzdem abgelehnt, deshalb machen sich Mary und ihre Familie mit einigen Mitgliedern von PFLAG nach San Francisco auf, um dort die Parade zum Christopher Street Day zu unterstützen. Sie bekommt den mittleren Platz hinter dem PFLAG-Transparent. Während der Parade fällt Mary ein Zuschauer auf: ein junger Mann, der Bobby ähnelt. Sie geht zu ihm und umarmt ihn.
Am Ende liest man in einer Einblendung, dass Mary Griffith am 6. Dezember 1995 vor Mitgliedern des Kongresses der Vereinigten Staaten aussagte. Ihre unermüdliche Arbeit, um die Rechte von schwulen und lesbischen Jugendlichen zu sichern, etablierte sie als eine starke Kraft im Kampf um Menschenrechte. Zum Schluss wird ein Zitat von ihr eingeblendet, welches sie vor dem Gemeinderat ausgesprochen hat und welches noch verständlicher wird, wenn man zwei andere Aussagen berücksichtigt: „Die Pfarrer und die Kongregation sagten klar, dass Homosexuelle krank waren, pervertiert und verdammt für das ewige Fegefeuer. Und wenn sie das sagten, sagte ich Amen.“ In seinem Tagebuch findet sich der Eintrag: „Ich habe [Familienmitglieder] belauscht. Sie haben gesagt sie hassen Schwule, und sogar Gott hasst Schwule. Schwule sind schlecht und Gott schickt schlechte Leute in die Hölle. Es ängstigt mich richtig wenn sie so reden, weil jetzt reden sie über mich.“

“Before you echo Amen in your home or place of worship, think and remember. A child is listening.”

„Bevor ihr zu Hause oder am Platz der Anbetung Amen widerhallen lasst, denkt und erinnert euch. Ein Kind hört zu.“

„Bevor Sie zu allem Amen sagen, daheim und in Kirchengemeinden, denken Sie nach. Denken Sie immer daran: Ein Kind hört zu.“

## Soundtrack
In der letzten Szene des Films wird das Lied Here I Am von Leona Lewis eingespielt.

## Hintergrund
1989 las Leroy Aarons in der Zeitung die Meldung über den Suizid eines 20-jährigen Mannes aus Walnut Creek, einer Vorstadt von San Francisco in Kalifornien. Besonders bemerkenswert war für ihn die Mutter, Mary Griffith, die alles probierte, um seine „schwule Natur wegzubeten“. Bobby Griffith litt enorm unter der fehlenden Unterstützung durch seine Familie und der Verurteilung durch seine Kirche. Im August 1983 kam er durch einen Sprung von einer Autobahnbrücke in Portland (Oregon) zu Tode. Mary änderte sich durch ihren Verlust und verzichtete schließlich auf den starren religiösen Glauben, der sie davon abgehalten hatte, Bobby zu Lebzeiten völlig zu akzeptieren.
In der Geschichte der Griffiths spiegelt sich Aarons eigene Transformation über 25 Jahre zu einem offen homosexuellen Journalisten und Aktivisten wider. Nach Bobbys Tod wurde dessen Mutter eine bewegende, schon zur Ikone werdende, Aktivistin für die staatsweite Vereinigung PFLAG, die Eltern dabei unterstützt, die Homosexualität ihrer Kinder zu verstehen und zu akzeptieren. „Diese außergewöhnliche Konvertierung berührte mich ebenso tief, wie die Geschichte von Bobbys tragischen Tod“, schrieb Aarons. „Was ihr ermöglichte, ihren Hintergrund zu überschreiten und diese Taten durchzuführen, kann man nur als Courage bezeichnen.“
Nachdem Aarons 1991 den täglichen Journalismus verlassen hatte, begann er, die Geschichte der Griffiths eingehend zu erforschen. Prayers for Bobby: A Mother’s Coming to Terms With the Suicide of Her Gay Son, Aarons’ erstes Buch, wurde durch HarperCollins 1996 veröffentlicht. Im Buch sind Zitate aus Bobbys ausführlichem Tagebuch eingearbeitet.
Nach 12-jährigen Bemühungen und diversen Problemen konnte der Stoff endlich 2008 verfilmt werden. Die nun 74-jährige Mary Griffith antwortete auf die Frage, ob es heutzutage anders laufen würde: „Nein, unglücklicherweise. Meine Geisteshaltung war komplett an das Wort des Evangeliums gebunden, ich konnte nichts anderes hören. Es hätte keinen Unterschied gemacht ob das ganze gestern oder vor einigen Jahren passiert wäre. Ich konnte nichts anderes hören.“ Ihr Rat für Eltern ist, ihren Kindern zuzuhören und zu versuchen nicht die eigene Meinung auf sie zu übertragen. Sie hat im Laufe der Zeit viele dankbare Rückmeldungen erhalten. Leute kaufen das Buch und geben es ihren Eltern, wenn sie ihr Coming-out haben. Auch ein 40-Jähriger erzählte bei einer Autogrammstunde, dass er erst nach dem Hören von Bobbys Geschichte sein Coming-out wagte. Mary war einige Jahre Präsidentin der East San Francisco Bay Abteilung von PFLAG, trat in vielen Talkshows auf, üblicherweise mit zwei Buttons: einem mit einem Bild von Bobby und auf dem anderen die Botschaft von PFLAG: „Wir lieben unsere schwulen und lesbischen Kinder.“

## Anerkennung
Sigourney Weaver spielte in diesem Film die Hauptrolle in ihrer ersten Fernsehproduktion. Für ihre Rollendarstellung erhielt sie den Trevor Life Award von The Trevor Project, einer Organisation, die für lesbische, schwule, bisexuelle und transgender Jugendliche ein Sorgentelefon anbietet, um Selbstmordabsichten vorzubeugen. Charles Robbins, der verantwortliche Direktor und Geschäftsführer des Trevor Projects, äußerte sich hierzu: „Sigourney Weaver und Lifetime stellen Jugendlichen und Familien, die Filme wie Prayers for Bobby sehen, eine Inspiration zur Verfügung und dabei die Wichtigkeit verstehen, Verschiedenheit und das Leben zu feiern.“

## Synchronisation
| Rolle           | Schauspieler     | Synchronsprecher    |
| --------------- | ---------------- | ------------------- |
| Mary Griffith   | Sigourney Weaver | Anita Lochner       |
| Robert Griffith | Henry Czerny     | Hans Bayer          |
| Bobby Griffith  | Ryan Kelley      | Nils Rieke          |
| Ed Griffith     | Austin Nichols   | Arndt Schmöle       |
| Nancy Griffith  | Shannon Eagen    | Katharina von Daake |

## Auszeichnungen (Auswahl)
Auszeichnungen
- GLAAD Media Awards 2009
  - Outstanding Television Movie or Mini-Series

Nominierungen
- Primetime-Emmy-Verleihung 2009
  - Bester Fernsehfilm
  - Beste Hauptdarstellerin in einer Miniserie oder Fernsehfilm – Sigourney Weaver

- Satellite Awards 2009
  - Beste Darstellerin in einer Miniserie oder einem Fernsehfilm – Sigourney Weaver